# Serrabrycon magoi
Serrabrycon
Genre
Espèce
Statut de conservation UICN

 LC  : Préoccupation mineure
Serrabrycon magoi, unique représentant du genre Serrabrycon, est une espèce de poissons d'eau douce téléostéens de la famille des Characidae (ordre des Characiformes).

## Répartition
Ce poisson se rencontre au Brésil, en Colombie et au Venezuela. Il est présent le bassin amont du rio Negro, dans le canal de Casiquiare et dans le bassin de l'Orénoque.

## Description
Serrabrycon magoi peut mesurer jusqu'à 32 mm, queue non comprise.

## Classification
Le genre Serrabrycon et l'espèce Serrabrycon magoi ont été décrits en 1986 par l'ichtyologiste américain Richard Peter Vari (d) (1949–2016),.

## Étymologie
Le nom générique, Serrabrycon, composé du latin serra, « scie », et du suffixe -brycon commun à plusieurs Characiformes, fait référence à l'apparence des dents, pointant vers l'extérieur, qui font penser à une scie.
L'épithète spécifique, magoi, lui a été donnée en l'honneur de l'ichtyologiste vénézuélien Francisco Mago-Leccia (d) (1931-2004) pour son importante contribution à la connaissance des poissons du Vénézuéla.

## Publication originale
- (en) Richard P. Vari, « Serrabrycon magoi, a new genus and species of scale-eating characid (Pisces: Characiformes) from the Upper Río Negro », Proceedings of the Biological Society of Washington, Washington, Biological Society of Washington (d), vol. 99, no 2,‎ 1986, p. 328-334 (ISSN 0006-324X et 1943-6327, OCLC 1536434, lire en ligne).